# Cardinal rouge
Ne doit pas être confondu avec Pyrochroa serraticornis.
Cardinalis cardinalis
Espèce
Statut de conservation UICN

 LC  : Préoccupation mineure
Répartition géographique

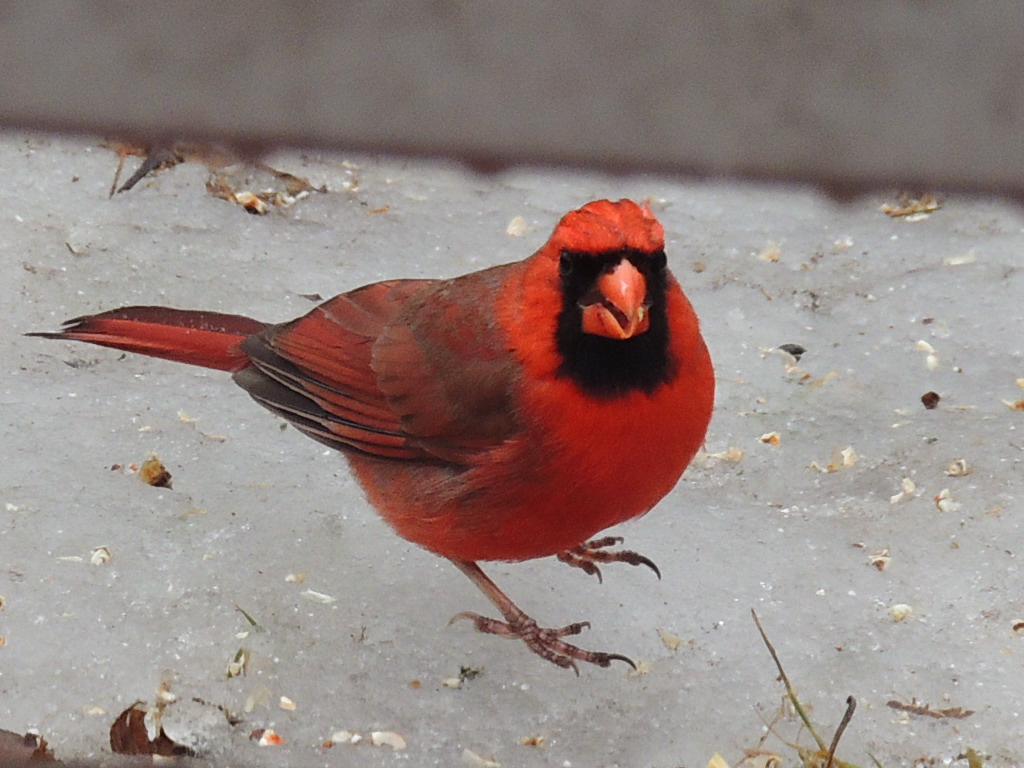
Cardinal mâle en hiver (Dorval, QC)

le Cardinal rouge (Cardinalis cardinalis) est une espèce de passereaux de la famille des Cardinalidae. Il doit son nom à la couleur rouge du plumage du mâle qui rappelle les vêtements rouges des cardinaux. Il est présent dans le Sud-Est du Canada, dans l’Est des États-Unis (du Maine au Texas), au Mexique, et dans le Nord du Guatemala et du Belize. Il fréquente les bois, les jardins et les marais.
Le Cardinal rouge est un oiseau chanteur de taille moyenne avec une huppe caractéristique sur la tête et un masque facial noir chez le mâle et gris chez la femelle. Cette espèce présente un dimorphisme sexuel marqué au niveau du plumage : le mâle est rouge vif tandis que la femelle est d’un brun rougeâtre terne. Le Cardinal rouge est principalement granivore mais se nourrit également d’insectes et de fruits. Le mâle est territorial et défend son territoire par le chant. Pendant la parade nuptiale, le mâle nourrit la femelle bec à bec. La femelle pond de deux à quatre fois par année et trois à quatre œufs sont pondus par couvée.
Le Cardinal rouge était autrefois prisé comme animal de compagnie mais sa vente est maintenant interdite aux États-Unis et au Canada selon la convention concernant les oiseaux migrateurs de 1918.

## Morphologie

### Plumage du mâle
Le mâle est d’un rouge cramoisi vif avec un masque facial noir qui s’étend jusqu’en haut de la poitrine. La couleur est plus terne sur le dos et les ailes.

La couleur du plumage des mâles est produite par des pigments caroténoïdes du régime alimentaire. La coloration est produite à la fois par des pigments rouges et des pigments caroténoïdes. Les mâles Cardinal rouge peuvent métaboliser les pigments caroténoïdes pour que la pigmentation des plumes soit d’une couleur différente de celle du pigment ingéré. Lorsqu’ils sont nourris exclusivement de pigments caroténoïdes jaunes, le plumage des mâles devient rouge pâle plutôt que jaune.
Une étude a montré que les mâles dont la couleur rouge est plus vive ont un territoire présentant une végétation plus dense, se nourrissent mieux et ont un meilleur succès reproducteur.

### Plumage de la femelle

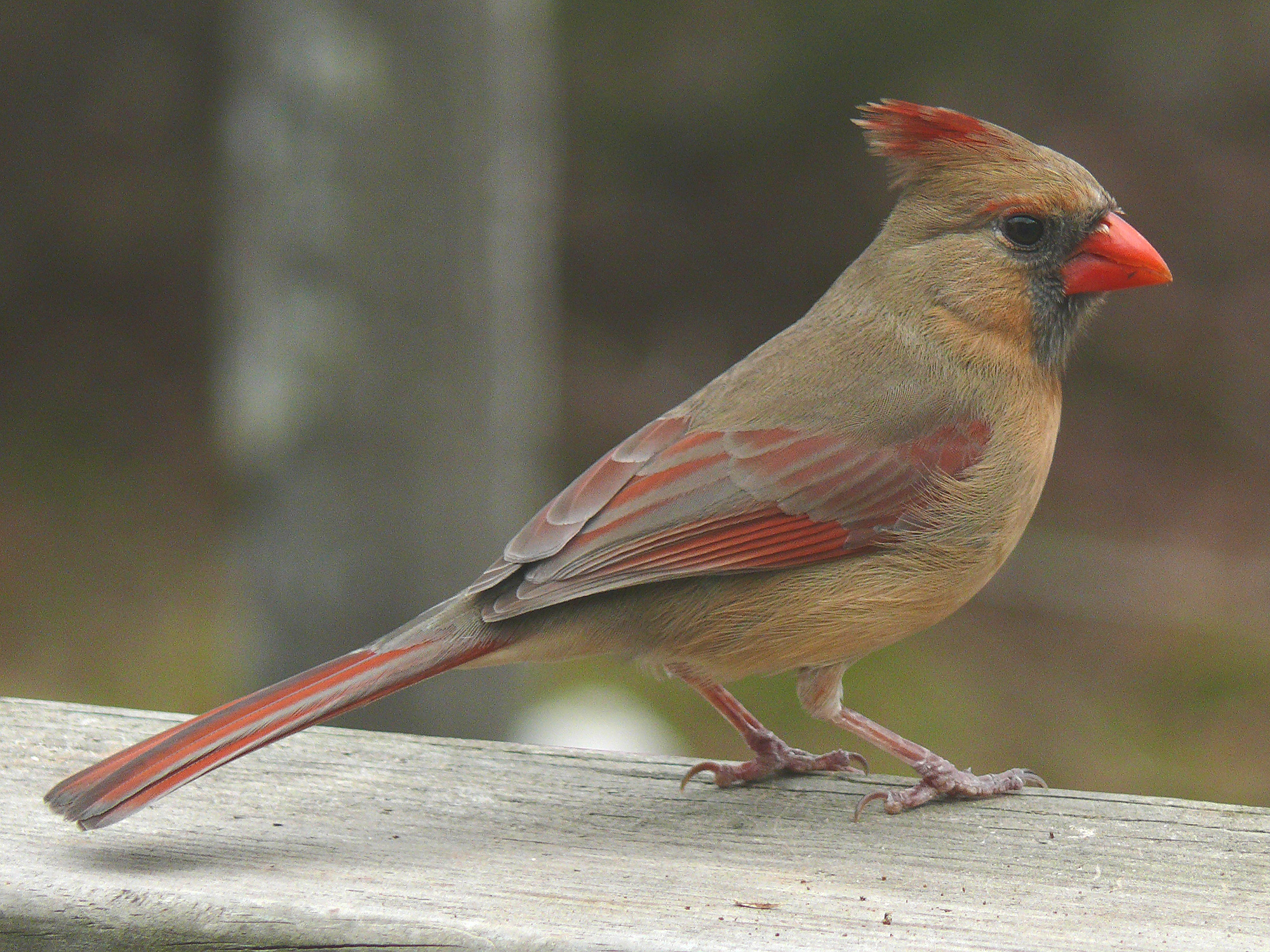
La femelle est physiquement similaire au mâle mais sans la couleur rouge vif.

La femelle est d’un brun teinté de gris et d'olivâtre, avec une faible teinte rougeâtre sur les ailes, la huppe et les rectrices. Le masque facial de la femelle va du gris au noir et est moins bien défini que chez le mâle.
Le Cardinal rouge femelle peut être confondue avec la femelle du Cardinal pyrrhuloxia, mais cette dernière a un bec jaune, dont la forme n'est pas conique mais rappelle plutôt celle du bec de perroquet, et ne possède pas de masque sombre.

### Caractéristiques communes aux mâles et aux femelles.
Chez cette espèce, mâle et femelles ont les pattes et les doigts d’un brun rosâtre foncé. Leur iris est brun. Ils possèdent une huppe érectile proéminente et un bec fort, en forme de cône, de couleur corail.
Le Cardinal rouge adulte est un oiseau de taille moyenne qui mesure 20 à 23 centimètres de long avec une envergure de 25 à 31 cm. Il pèse environ 45 grammes. Le mâle est légèrement plus grand que la femelle.
Son tarse mesure environ 28 mm, et l'arête dorsale de sa mandibule supérieure 12,6 cm en moyenne.

### Aspect des juvéniles

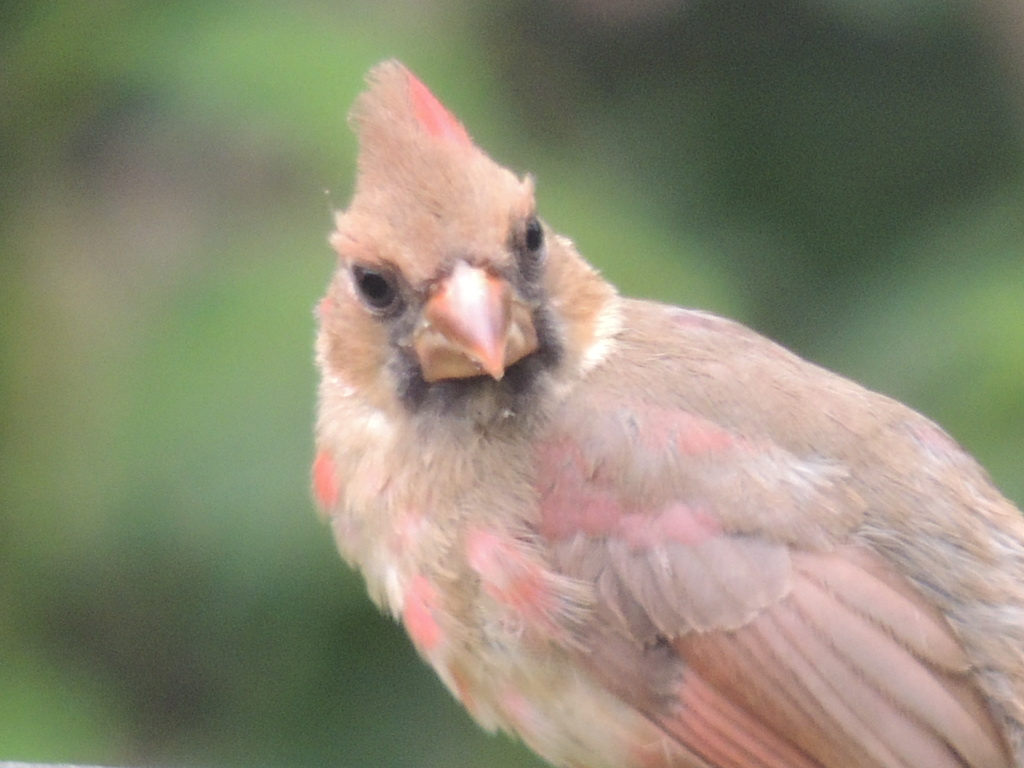
Bébé cardinal (Dorval, QC)

Les jeunes individus mâles et femelles montrent des coloris similaires à la femelle adulte, mais le bec est gris à noir au lieu de rouge-orangé, et les teintes rouges sont moins visibles. Ils ont les parties supérieures brunes et le dessous d’un brun rougeâtre avec la huppe, le front, les ailes et la queue de couleur brique. Le plumage juvénile est conservé jusqu’à l’automne, période de la mue et de l'acquisition du plumage adulte chez cette espèce.

### Alimentation

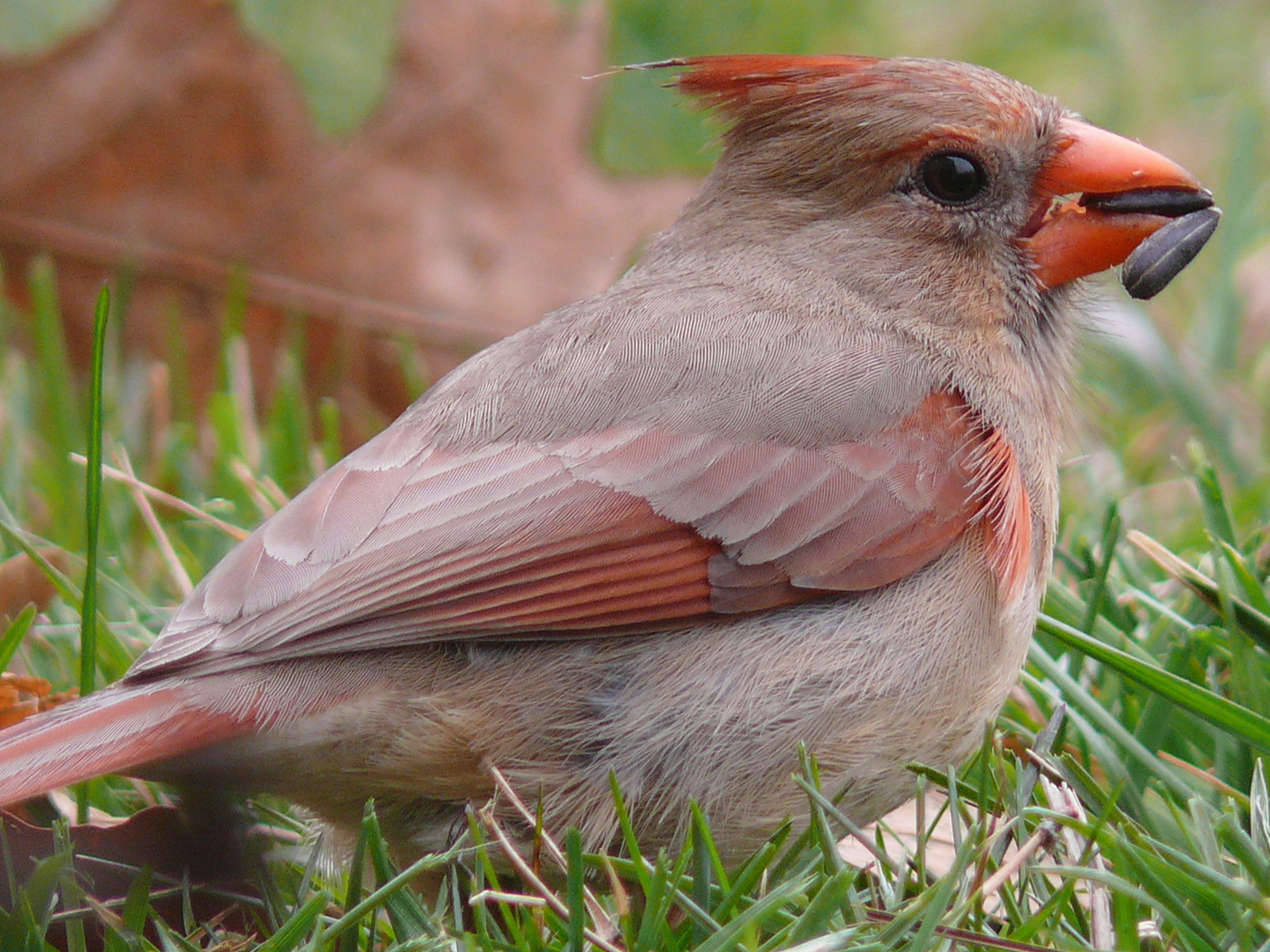
Cette femelle de Cardinal rouge est en train de manger la graine de tournesol dont elle vient d'ouvrir la coque.

Le Cardinal rouge est principalement granivore mais il se nourrit également d’insectes et de fruits. Son régime alimentaire consiste à 90 % de graines, de céréales et de fruits. Il se nourrit surtout en sautillant au sol parmi les arbres ou les arbustes. Il consomme des coléoptères, des cigales, des sauterelles, des escargots, des fruits sauvages et des baies, du maïs et de l’avoine, des graines de tournesol, les fleurs et l’écorce des ormes. Il boit également de la sève d’érable qui s’écoule des trous percés par les pics, ce qui est considéré comme un exemple de commensalisme. Pendant l’été, il préfère les graines qui s’écalent facilement, mais il est moins sélectif en hiver lorsque la nourriture est plus rare. Les jeunes sont nourris presque exclusivement d’insectes.

### Comportement social
Le mâle a un comportement territorial ; il marque son territoire par un fort sifflement clair chanté à la cime d’un arbre ou à un autre endroit élevé où il chasse les autres mâles. Quand un mâle voit son reflet sur une surface réfléchissante, il pourra passer des heures à combattre l'intrus imaginaire.
Le chant n’est pas inné mais acquis, ce qui a pour conséquence des chants qui varient selon la région. Il est mélodieux et rappelle celui du rossignol. Le cri d'appel est bref et aigu. Le Cardinal rouge sait déterminer le sexe d’un autre individu par son chant. Les couples appariés se déplacent souvent ensemble.

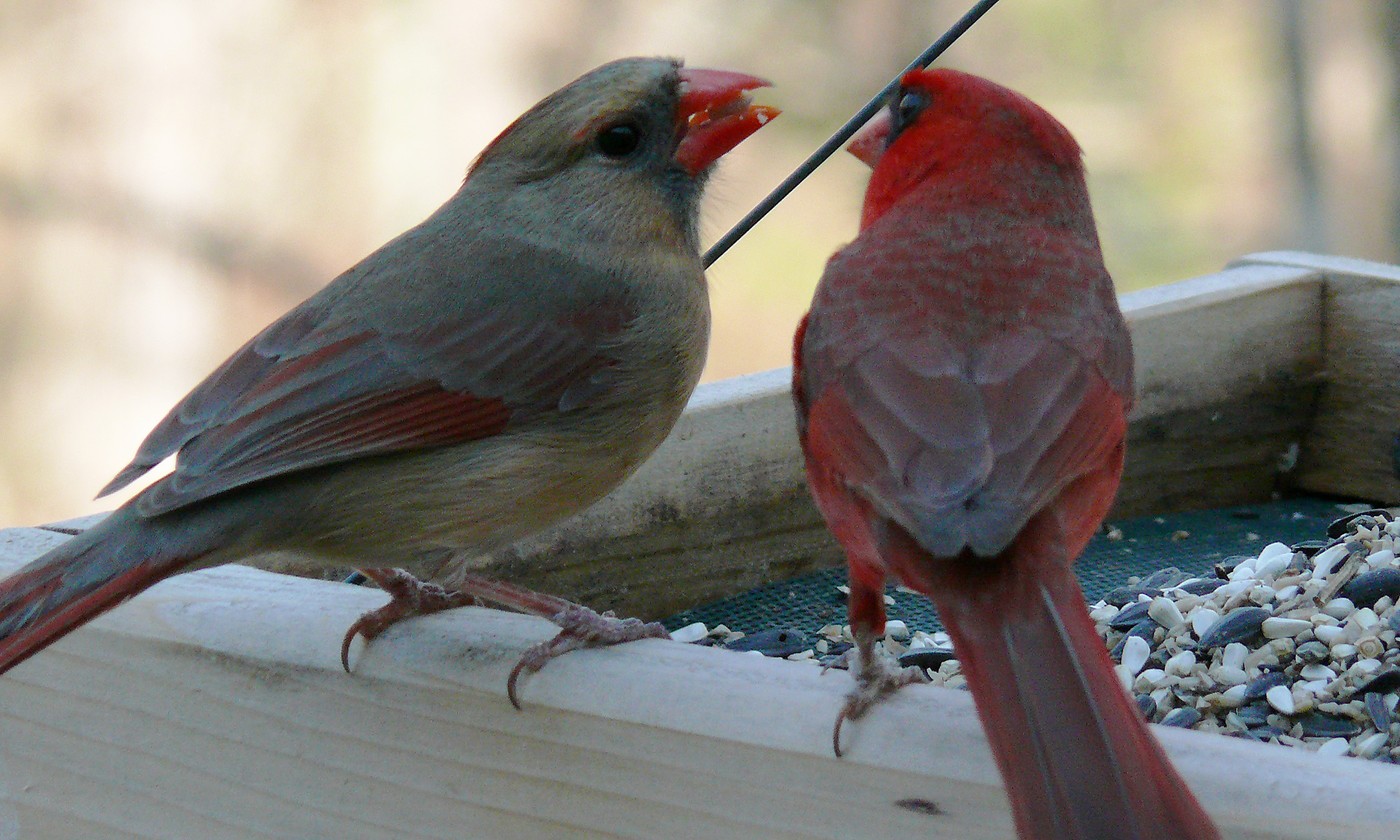
Le mâle (à droite) nourrit souvent la femelle lors de la parade nuptiale.

Les deux sexes chantent des notes claires et sifflées, répétées plusieurs fois puis variées. Le Cardinal rouge possède un cri d’alarme caractéristique, soit un court 'chip' métallique. Ce cri, souvent donné lorsque des prédateurs approchent du nid, alerte la femelle et les oisillons. Dans certains cas, le Cardinal rouge émet une série de cris, dont le volume et la fréquence augmentent en fonction de la menace.

### Reproduction

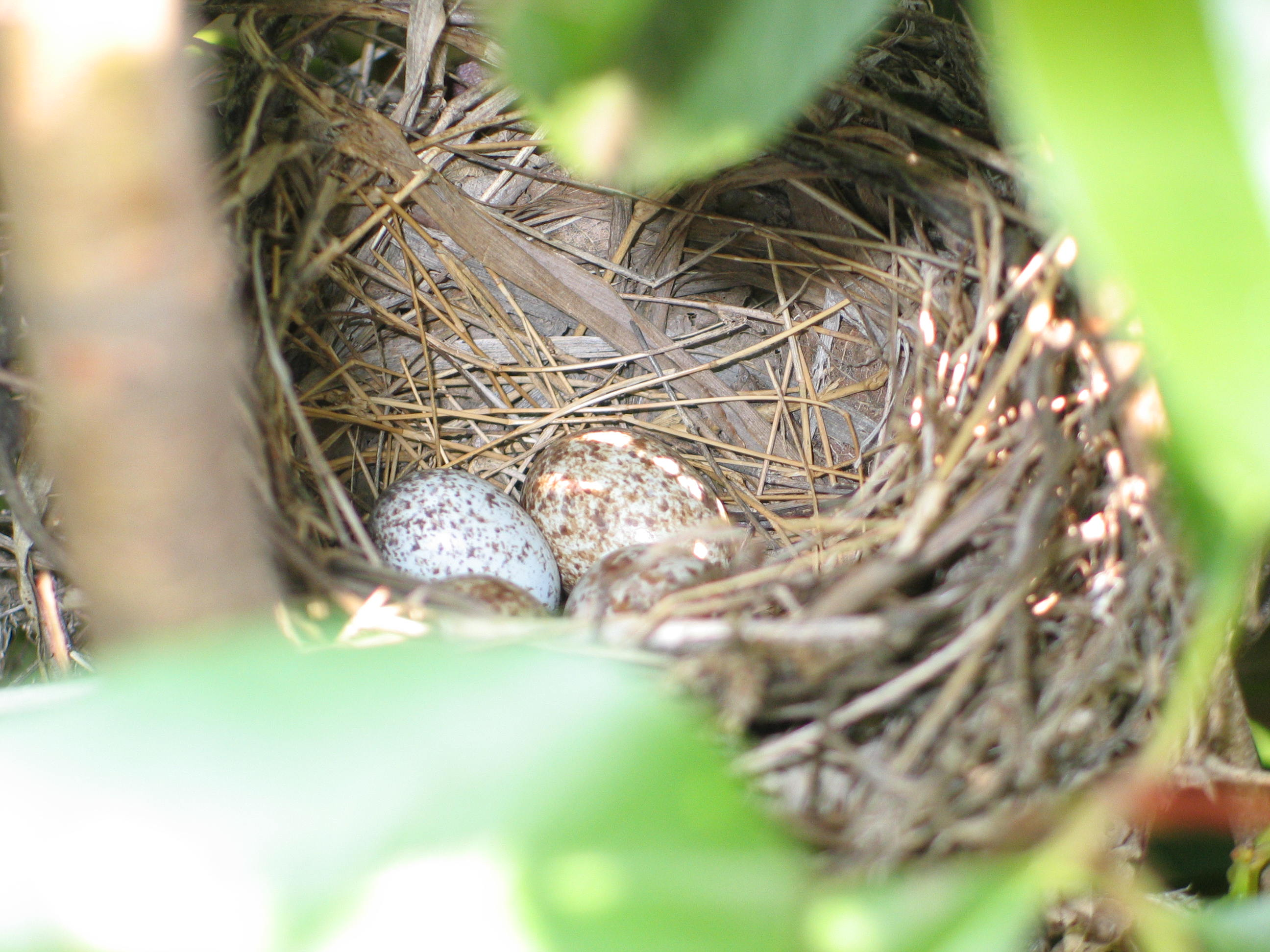
Nid de Cardinal rouge contenant 4 œufs.

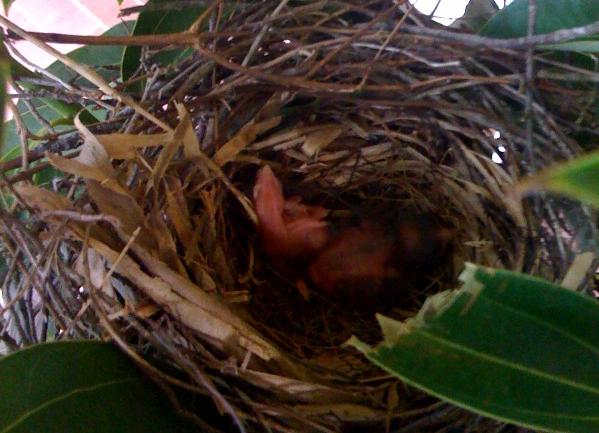
Ces deux oisillons de Cardinal rouge sont encore très peu pourvus de duvet.

Les couples appariés chantent quelquefois ensemble avant de nicher. Pendant la parade nuptiale, le mâle récolte parfois de la nourriture qu’il présente à la femelle, la nourrissant bec à bec. Si l'accouplement est fructueux, le mâle peut continuer de nourrir la femelle pendant l’incubation.
La femelle construit un nid en forme de coupe de 1 à 3 mètres du sol dans un lieu bien camouflé, comme un arbuste dense ou un arbre. Le nid en forme de coupe est constitué de brindilles minces, de bandes d’écorce, d'aiguilles de conifère, de tiges flexibles et de petites racines, et l’intérieur est recouvert de feuilles mortes, d’herbes ou d’autres fibres végétales,. Les œufs sont pondus 1-6 jours après la construction du nid. La femelle pond 3-4 œufs et la ponte a lieu deux à quatre fois par année. Les œufs sont blancs avec des teintes verte, bleue ou brune et sont marqués de taches lavande, grise ou brune. Ces taches sont plus importantes près de l’extrémité la plus large de l’œuf. Les dimensions de ces œufs sont de 22,4 à 27,9 mm x 16,9 à 19,6 mm. La coquille est lisse et légèrement lustrée. En général, c'est la femelle qui couve les œufs, bien qu'à de rares occasions, le mâle puisse couver pendant de courtes périodes. L’incubation dure 12-13 jours. À la naissance, les oisillons sont nidicoles, possèdent un rare duvet gris, et pèsent 3,5 g en moyenne ; ils quittent le nid 10 ou 11 jours après l’éclosion. Le mâle s’occupe de nourrir les oisillons d’une couvée pendant que la femelle s'occupe de l'incubation de la couvée suivante.
Les jeunes atteignent la maturité sexuelle à environ un an. Le plus vieux Cardinal rouge bagué par des chercheurs et ayant vécu en liberté est une femelle qui a vécu pendant au moins 15 ans et 9 mois. Un individu gardé en captivité a atteint l’âge de 28,5 ans. Le taux de survie annuel des adultes est estimé entre 60 et 65 %, bien que, tout comme chez les autres passereaux, la mortalité élevée des jeunes réduise l'espérance de vie de l’espèce à environ 1 an.

### Prédateurs

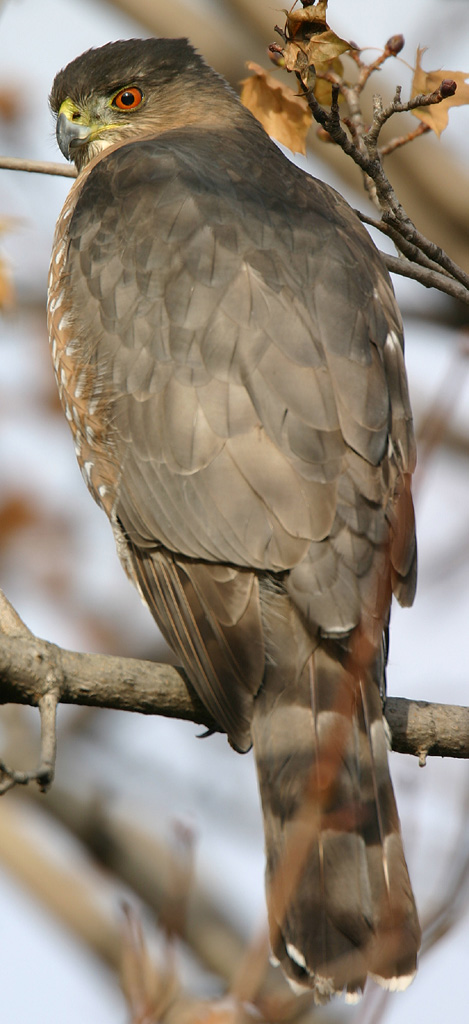
l'Épervier de Cooper est un des prédateurs du Cardinal rouge adulte.

Le Cardinal rouge est la proie d’une grande variété de prédateurs indigènes et introduits comme le chat domestique, l’Épervier de Cooper, la Pie-grièche grise, la Pie-grièche migratrice, l’Écureuil gris, le Hibou moyen-duc et le Petit-duc maculé. Les prédateurs des oisillons et des œufs incluent les serpents Lampropeltis triangulum et Coluber constrictor, le Geai bleu, l’Écureuil fauve, l’Écureuil roux et le Tamia rayé.

## Répartition et habitat

### Habitat
Il se retrouve dans les bois, les jardins, les zones arbustives et les marais. On peut aussi le trouver dans les haies, les fourrés et les lisières de forêts, et même dans les zones urbanisées, les milieux cultivés et les zones semi-désertiques.

### Répartition
Le Cardinal rouge est abondant à l’est des États-Unis du Maine au Texas. Au Canada, il est présent en Ontario, au Québec, au Nouveau-Brunswick et en Nouvelle-Écosse. Son aire de répartition s’étend à l’ouest au niveau de la frontière États-Unis-Mexique et vers le sud au Mexique jusqu’à l’isthme de Tehuantepec, au nord du Guatemala et au nord du Belize. Il a été introduit aux Bermudes en 1700 ainsi qu’à Hawaï et dans le sud de la Californie.

### Migration
Pour un article plus général, voir Migration des oiseaux.
Le Cardinal rouge est occasionnellement un migrateur partiel : il est en principe résident permanent sur toute son aire de répartition mais, pour éviter les phénomènes météorologiques extrêmes ou la famine, il peut lui arriver de migrer. Il n'est cependant pas rare de voir, au Canada ou au nord des États-Unis, ces oiseaux autour des mangeoires au cœur de l'hiver, même par temps de neige.

## Systématique
Le Cardinal rouge est une des trois espèce d'oiseaux du genre Cardinalis ; il est inclus dans la sous-famille des Cardinalinae, qui est constituée de passereaux de l'Amérique du Nord et du Sud.
Le Cardinal rouge était l’une des nombreuses espèces décrites par Linné au XVIIIe siècle dans Systema Naturae. À l’origine, cette espèce était placée dans le genre Loxia, qui inclut les becs-croisés. En 1838, il a été placé dans le genre Cardinalis sous le nom scientifique Cardinalis virginianus, ce qui se traduit par « Cardinal de Virginie ». En 1918, l'espèce est renommée Richmondena cardinalis en l’honneur de Charles Wallace Richmond, un ornithologue américain. En 1983, le nom scientifique fut changé de nouveau en Cardinalis cardinalis.
D'après Alan P. Peterson, cette espèce est constituée des 19 sous-espèces suivantes :
- Cardinalis cardinalis affinis Nelson 1899 ;
- Cardinalis cardinalis canicaudus Chapman 1891 ;
- Cardinalis cardinalis cardinalis (Linnaeus) 1758 ;
- Cardinalis cardinalis carneus (Lesson) 1842 ;
- Cardinalis cardinalis clintoni (Banks) 1963 ;
- Cardinalis cardinalis coccineus Ridgway 1873 ;
- Cardinalis cardinalis flammiger Peters, JL 1913 ;
- Cardinalis cardinalis floridanus Ridgway 1896 ;
- Cardinalis cardinalis igneus Baird, SF 1860 ;
- Cardinalis cardinalis littoralis Nelson 1897 ;
- Cardinalis cardinalis magnirostris Bangs 1903 ;
- Cardinalis cardinalis mariae Nelson 1898 ;
- Cardinalis cardinalis phillipsi Parkes 1997 ;
- Cardinalis cardinalis saturatus Ridgway 1885 ;
- Cardinalis cardinalis seftoni (Huey) 1940 ;
- Cardinalis cardinalis sinaloensis Nelson 1899 ;
- Cardinalis cardinalis superbus Ridgway 1885 ;
- Cardinalis cardinalis townsendi (Van Rossem) 1932 ;
- Cardinalis cardinalis yucatanicus Ridgway 1887.

## Le Cardinal rouge et l’homme

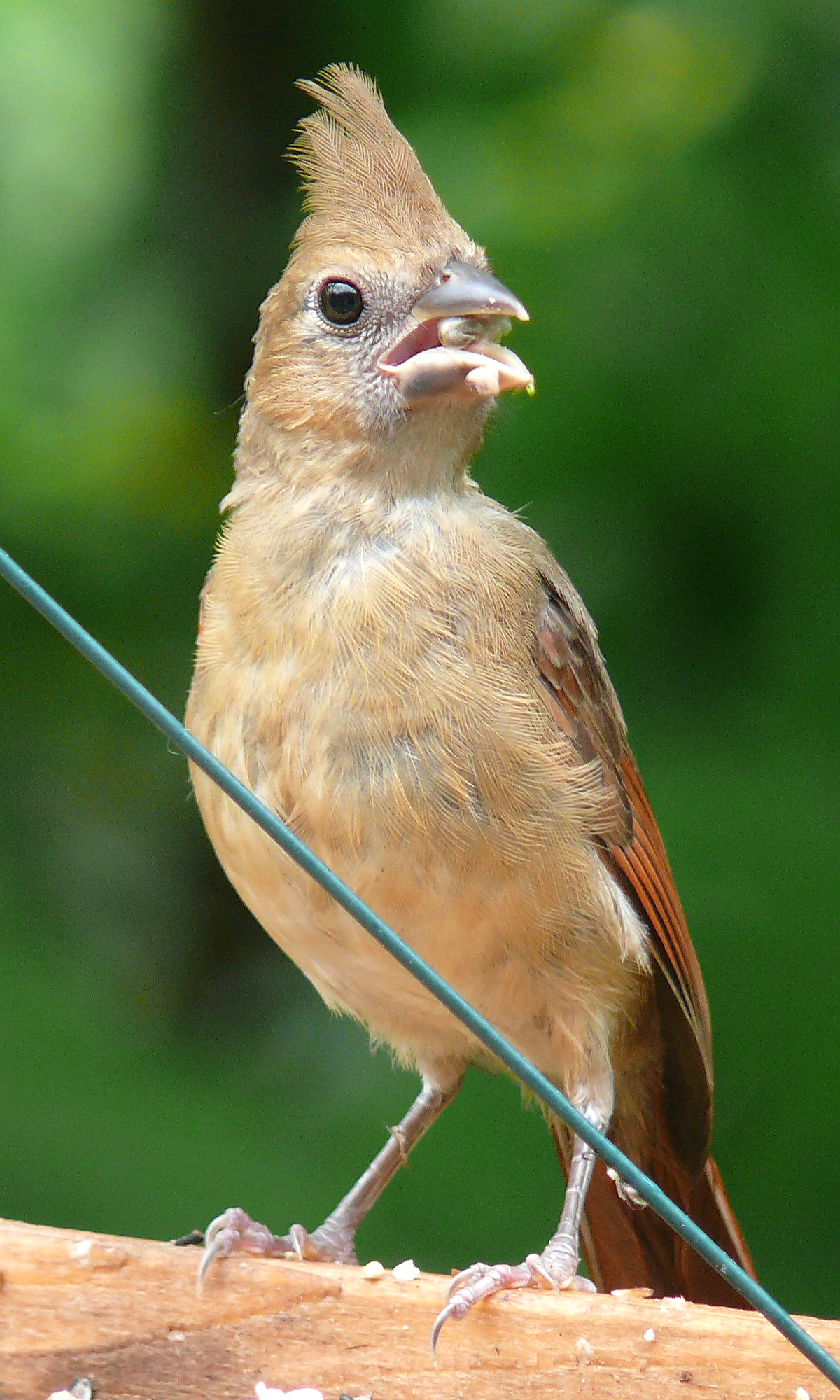
Un juvénile à une mangeoire.

### Étymologie
Les noms vernaculaire et scientifique du Cardinal rouge réfèrent tous deux aux vêtements rouges des cardinaux catholiques.

### Une espèce qui fréquente les mangeoires
Le Cardinal rouge fréquente les zones résidentielles dans son aire de répartition. Il est attiré par les mangeoires qui contiennent des graines de tournesol et de carthame. Bien que l’utilisation de mangeoires soit sujet à la controverse,, l’augmentation du nombre de postes d’alimentation semble avoir été bénéfique à l’espèce.

### Statut
Le Cardinal rouge est placé sur la liste des espèces de préoccupation mineure de l’UICN. Son aire de répartition globale est estimée à 5 800 000 kilomètres carrés et sa population totale est estimée à environ 100 000 000 d’individus. Les populations du Cardinal rouge semblent stables et sont loin d'avoir atteint le seuil pour être placées sur la liste des espèces vulnérables (c'est-à-dire une diminution de plus de 30 % en 10 ans ou trois générations).

### Protection
Le Cardinal rouge était autrefois prisé comme animal de compagnie en raison de ses couleurs vives et de son chant caractéristique. Aux États-Unis et au Canada, la Loi sur la convention concernant les oiseaux migrateurs interdit maintenant sa vente comme oiseau de compagnie. Il est illégal de capturer, de tuer ou de garder en captivité un Cardinal rouge, les infractions étant punies par une amende allant jusqu’à 15 000 dollars US et une peine de prison allant jusqu’à six mois.

### Image culturelle

Un Cardinal rouge stylisé apparaissant dans le logo de la société CD Projekt.

Aux États-Unis, le Cardinal rouge est la mascotte de nombreuses équipes sportives. Dans les sports professionnels, c’est la mascotte des Cardinals de Saint-Louis, une équipe de baseball de la Ligue nationale et des Cardinals de l'Arizona de la National Football League.
En ce qui concerne les équipes collégiales, cet oiseau est la mascotte de plusieurs écoles dont l'Université de Louisville, l'Université d'État de New York de Plattsburgh, le Ball State University, l’Université d'État de l'Illinois, l'Université d'État de l'Iowa, la Catholic University of America et l'Université wesleyenne.
Le Cardinal rouge est également l’oiseau emblème de la Caroline du Nord, de la Virginie-Occidentale, de l’Ohio, de l’Illinois, de l’Indiana, du Kentucky et de la Virginie. Aucune autre espèce n’est l’emblème d’un plus grand nombre d’États.Il est aussi l'emblème aviaire de la ville de Québec.
Le Cardinal rouge est également la mascotte de la société de jeux vidéo polonaise CD Projekt RED.
Le Cardinal rouge est représenté sur le billet de 100 dollars des Bermudes datant du 1er janvier 2009.

## Galerie

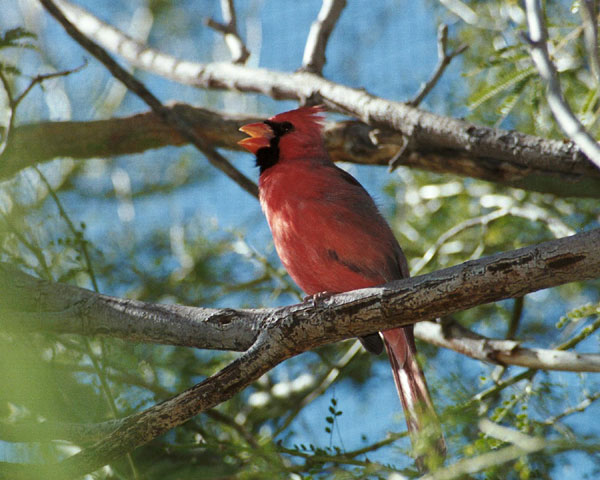
Mâle chantant en Arizona.
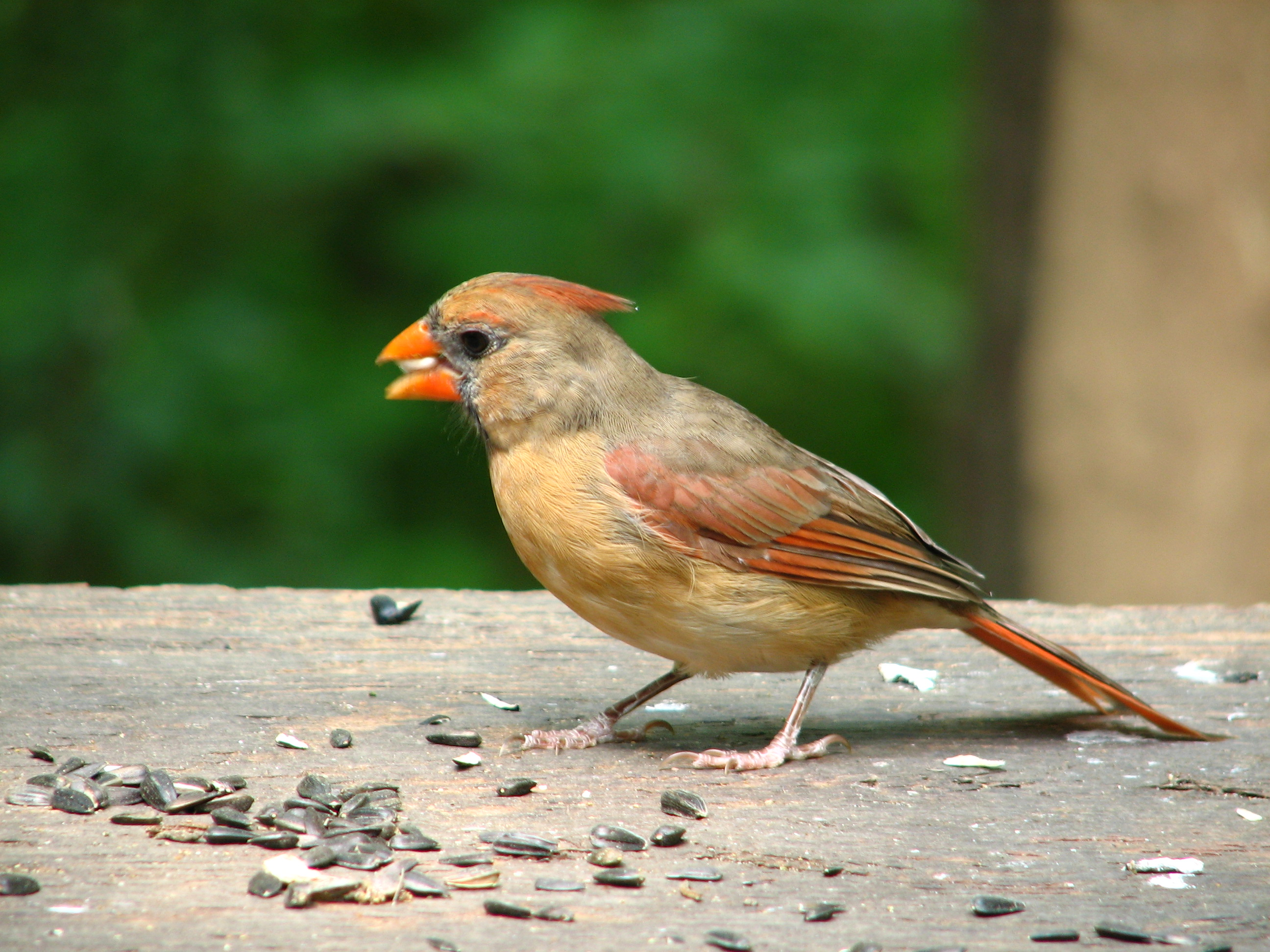
Femelle.
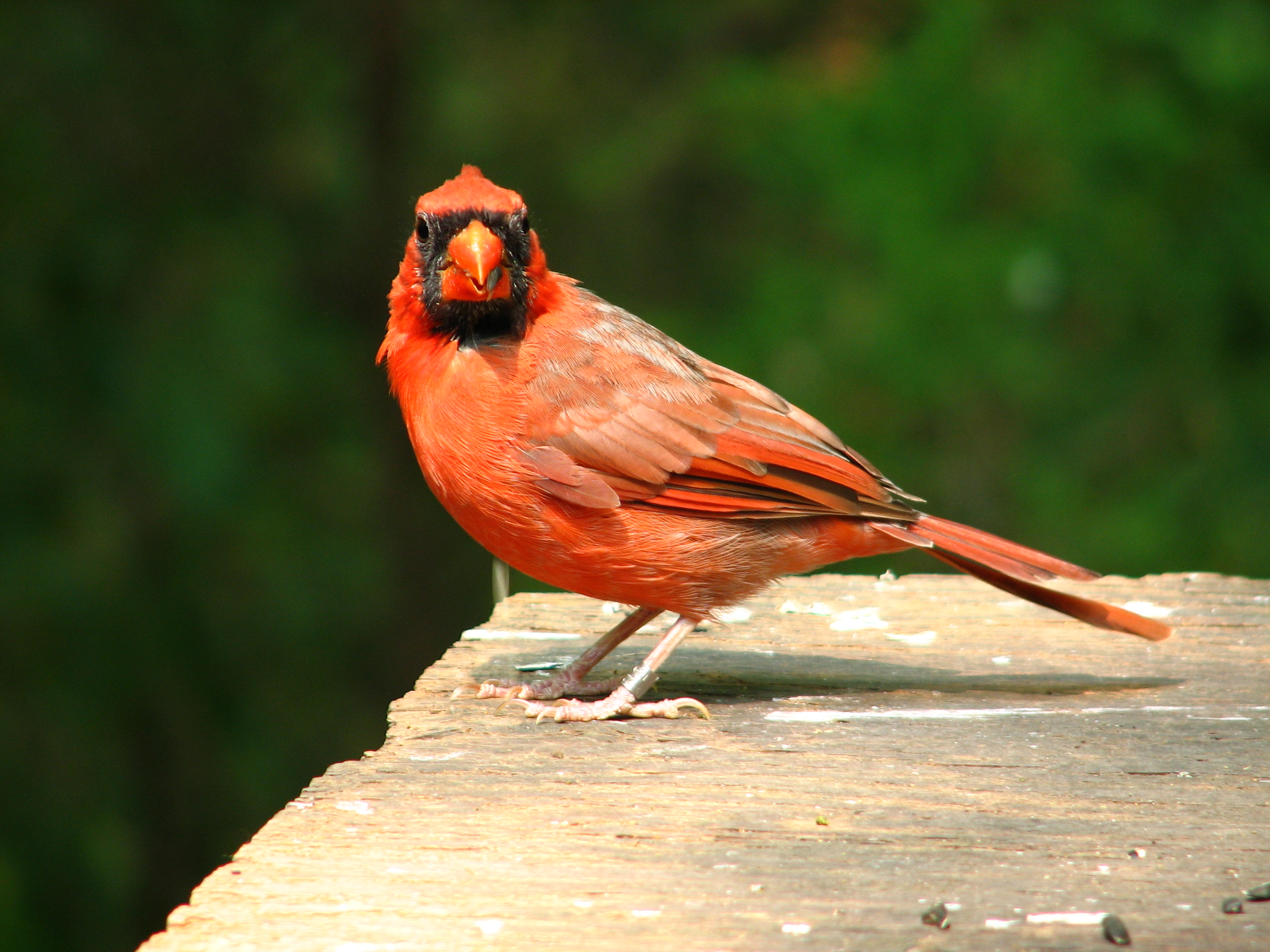
Mâle.
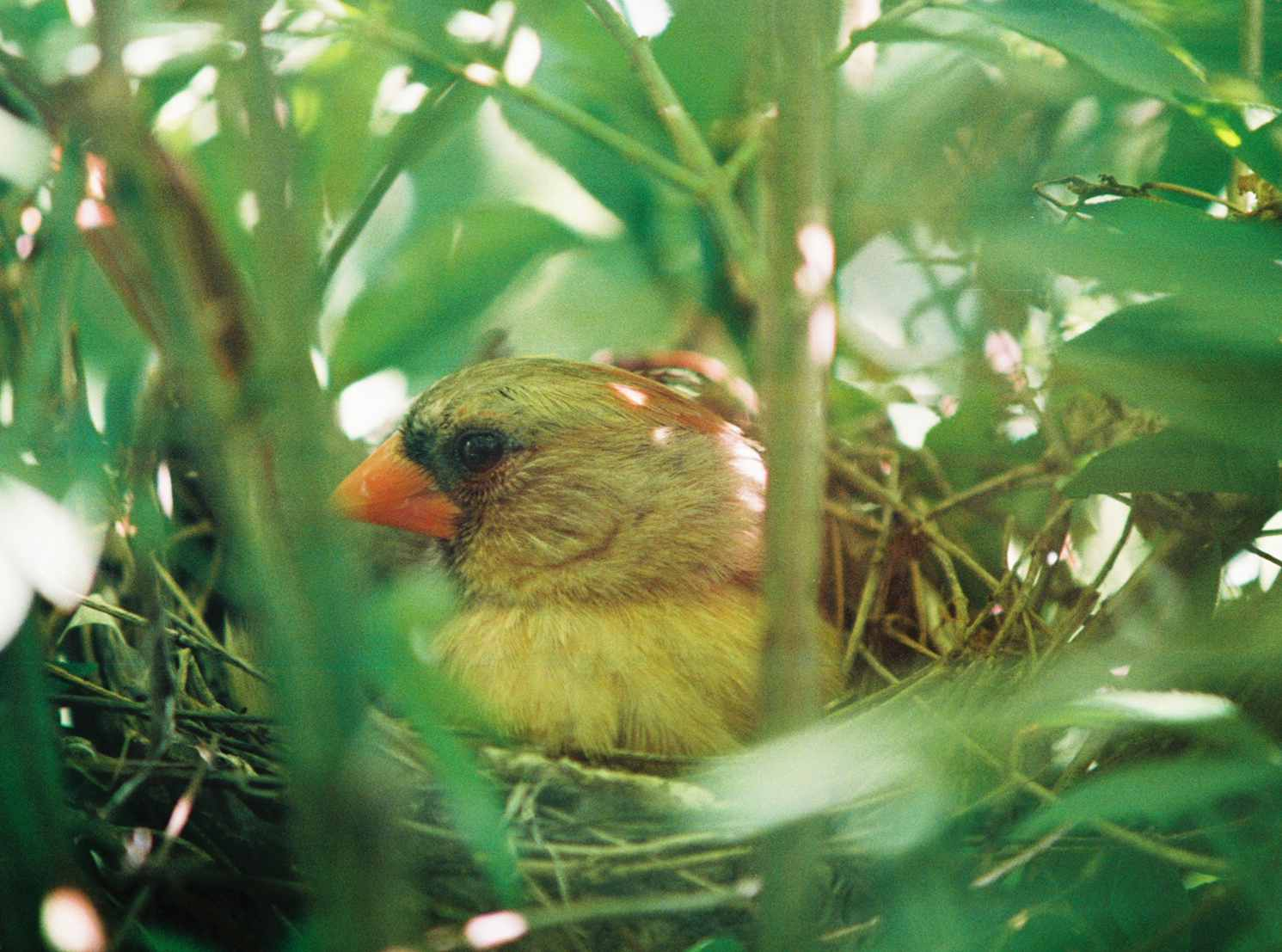
Femelle au nid.
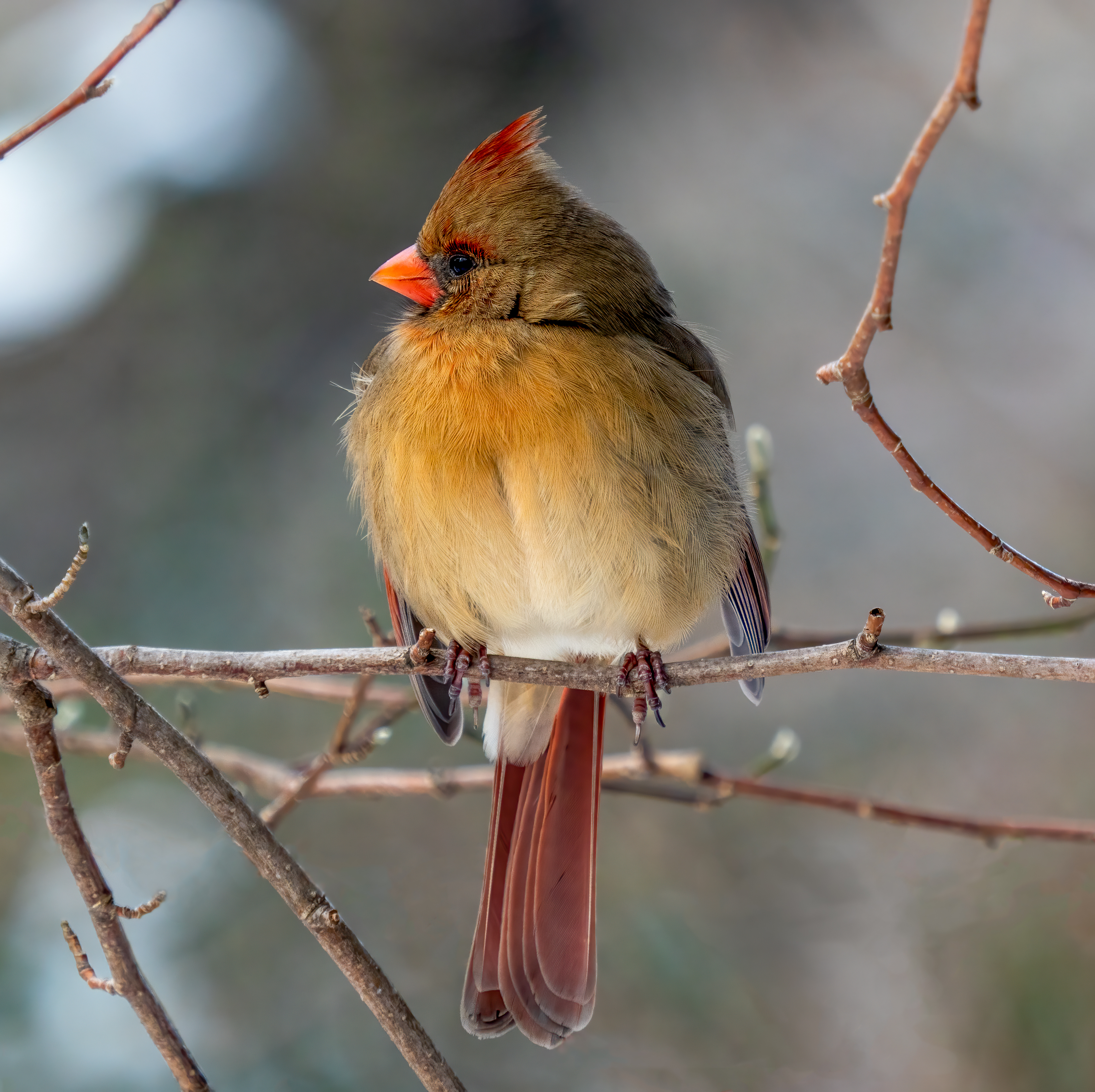
Cardinal rouge femelle à Central Park. Février 2021.
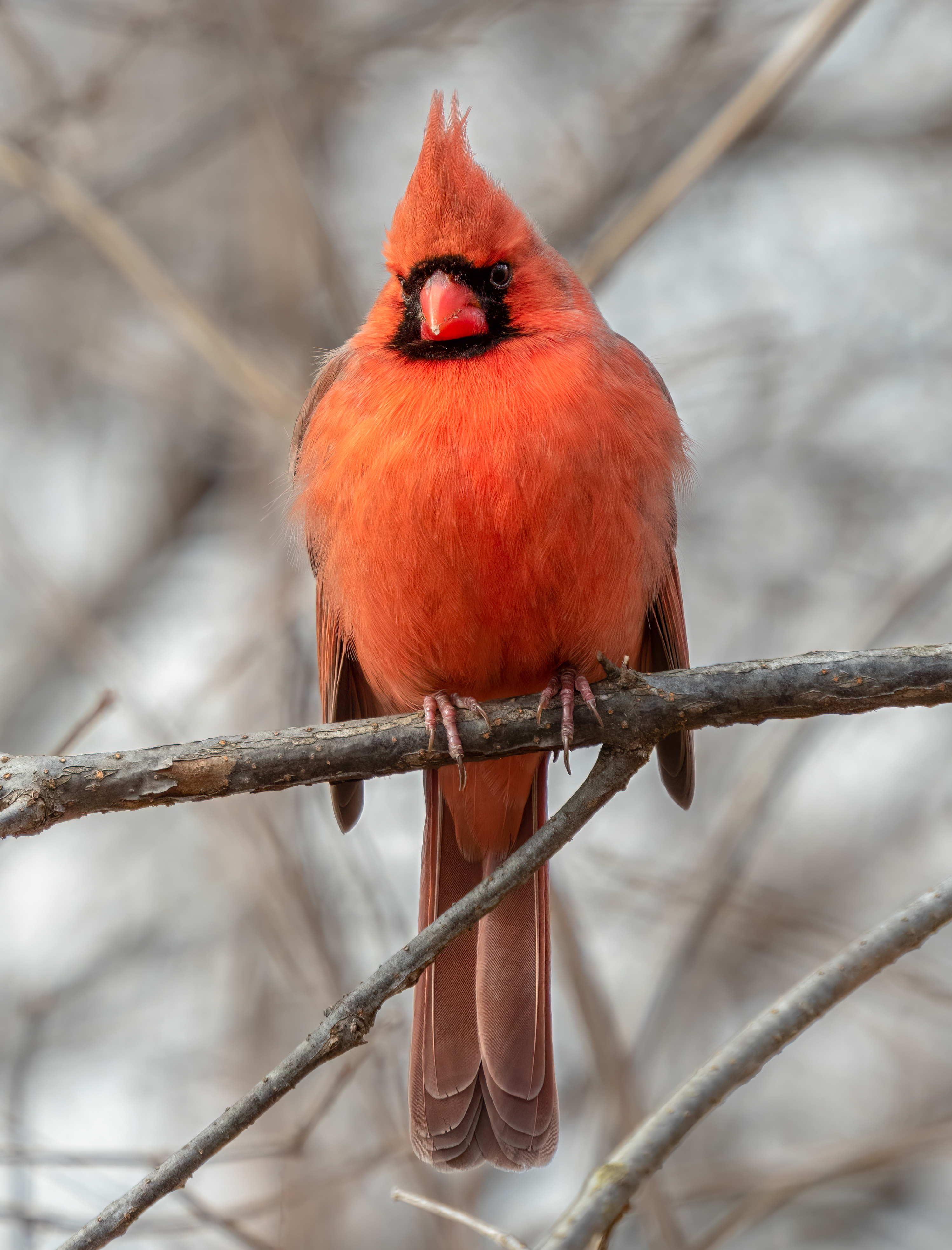
Cardinal rouge mâle à Central Park. Février 2022.
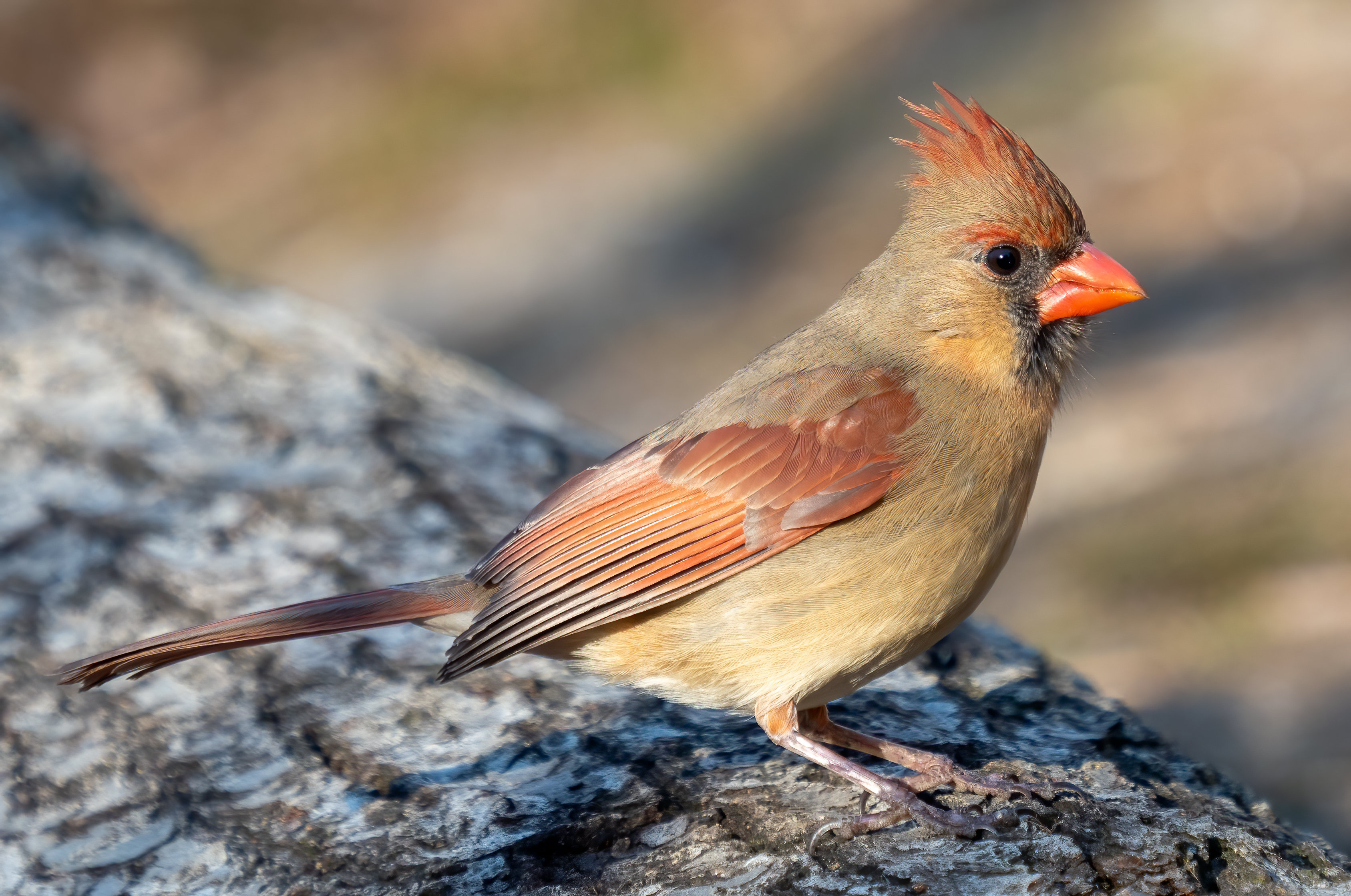
Cardinal rouge femelle à Central Park. Février 2023.